# Žošuj
Žošuj také nazývaná Edzin gol (čínsky pchin-jinem Ejina-he, znaky 额济纳河, mongolsky Эдзин гол) je řeka v ČLR (Vnitřní Mongolsko). Je 900 km dlouhá. Na horním a středním toku se nazývá Chej-che (čínsky pchin-jinem Hei-he, znaky 黑河).

## Průběh toku
Pramení z ledovců hřbetů Čchi-lien-šan a Tao-laj-šan v horách Nan-šan. Ústí několika rameny, z nichž jsou nejvýznamnější Marin gol a Ich gol do jezer Gašun núr a Sogo núr.

## Vodní režim
Vyšších vodních stavů dosahuje v létě, zatímco v zimě a na jaře voda opadá.